# بوجونگ گده
بوجونگ گده (اندونزیایی: Bojong Gede) شهری در استان جاوه غربی کشور اندونزی است. جمعیت این شهر بر اساس سرشماری سال ۱۹۹۰ میلادی، ۴۸٫۱۵۱ نفر و بر اساس سرشماری سال ۲۰۰۰ میلادی، ۱۲۶٫۰۲۲ بوده که در سال ۲۰۰۷ میلادی به ۱۹۵٫۶۷۶ نفر افزایش یافته‌است.